# Лингам

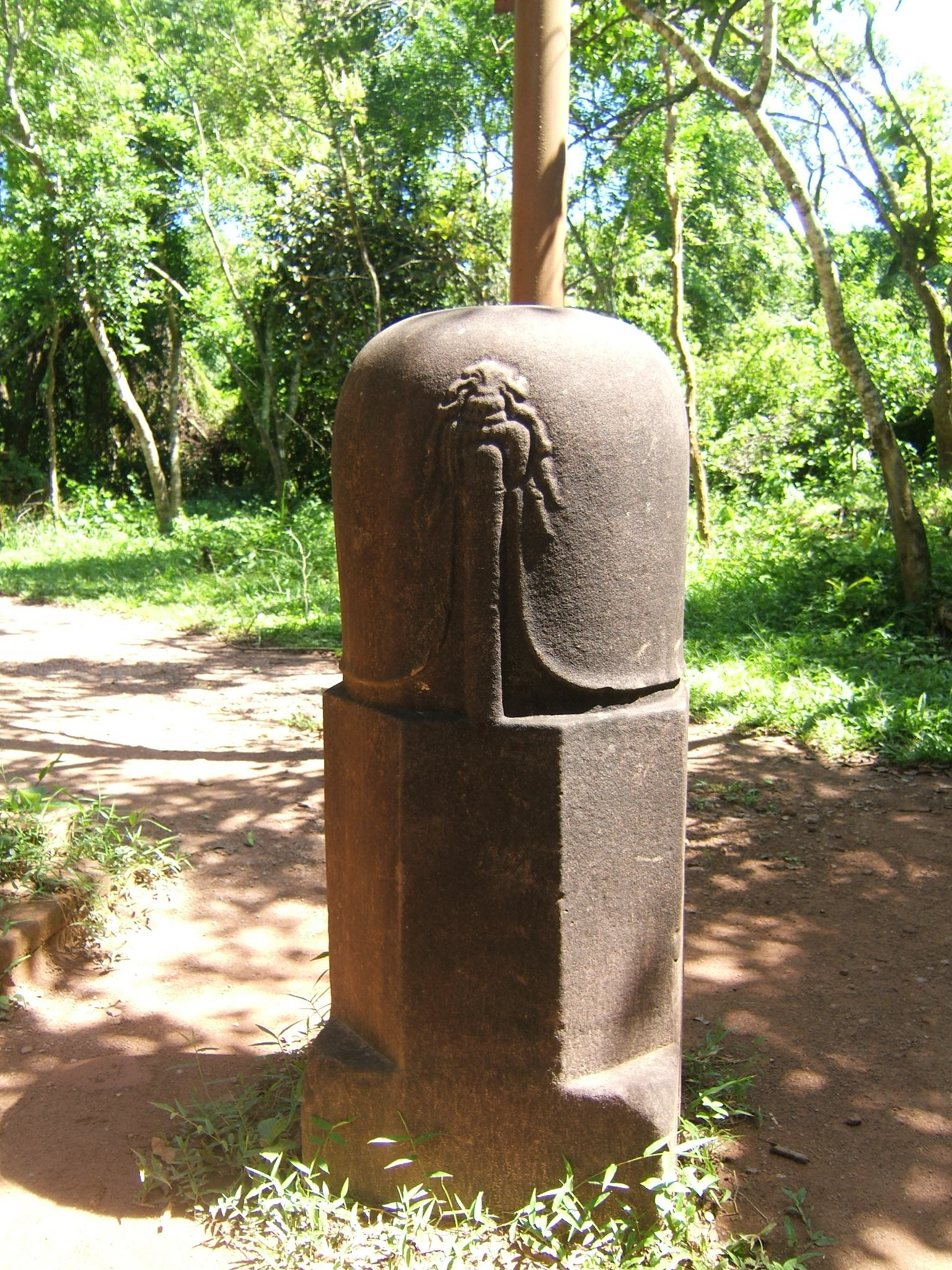

Линга́м, также часто — Ли́нга, (санскр. लिङ्गं IAST: liṅgaṃ — знак, метка, признак) — в древнеиндийской мифологии и некоторых течениях индуизма символ божественной производящей силы. Наибольшее распространение получил в шиваизме, как поклонение Лингаму (символу Шивы) и женскому символу «Йони» (символу шакти (женской стороны) Шивы в различных её проявлениях — Парвати, Кали и других). Однако некоторые направления шиваизма — в основном лингаяты — в своей практике используют Лингам без Йони.
В качестве ритуальной скульптуры представляет собою вертикально поставленный цилиндр с закруглённой или полусферической вершиной, обычно поднимающийся из Йони — основания в виде круга, реже в виде квадрата. По сторонам цилиндра могут быть изображены скульптурные образы богов.
Считается, что образ «Линга-Йони-мурти» символизирует собою неделимое единство мужского (Шива) и женского (Шакти Шивы) начал, от соединения которых исходит жизнь.

## Лингам как фаллический символ

### Научный взгляд

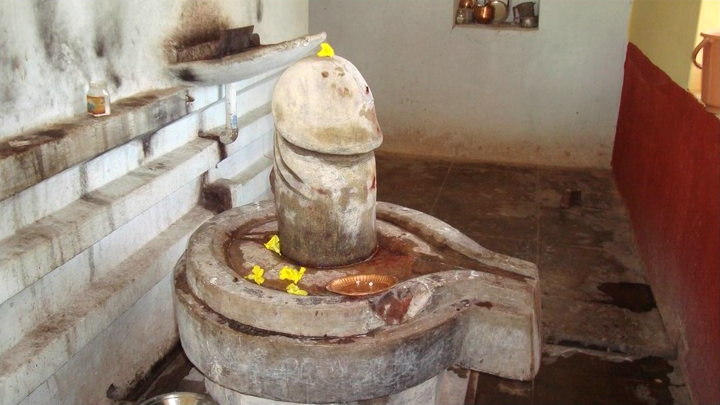
Шива-лингам в храме Шивалая, Девипурам.

В настоящий момент большинство светских учёных сходятся во мнении, что Лингам представляет собой эрегированный пенис, или фаллос. Между тем было бы ошибкой сводить шиваизм, как направление индуизма, в котором этот символ почитается, к исключительно фаллическим культам. В настоящий момент можно с большей или меньшей долей уверенности утверждать, что истоки почитания Лингама восходят к распространённому во многих ранних культах почитанию оплодотворяющей силы. И индуизм в данном случае не исключение — в нём активно почитаются с самых ранних времён как мужское, оплодотворяющее, начало, так и женское, порождающее. Возможно, культ почитания Лингама восходит к хараппской цивилизации, чьи отдельные ритуально-культурные элементы во многом были ассимилированы ведийскими ариями. Высказывалось мнение, согласно которому почитание Лингама имеет другие истоки. Некоторые авторы указывают на тот факт, что в Атхарва-веде есть гимны восхваления жертвенных столбов — стамбха, к которым привязывались животные, приготовленные для ритуального убийства. Эти столбы являлись одним из атрибутов яджни. Некоторые учёные (например, Элизабет Хардинг или Н. К. Сингх[уточнить]) указывают на прямые связи жертвенного столба-стамбхи и Лингама. Подобное соотнесение никак не противоречит версии фаллического истока Лингама, поскольку историческое развитие религий мира многократно демонстрировало случаи символической ассоциации и смыслового объединения разнородных объектов почитания. Кроме того, само по себе наличие в Атхарва-веде подобных гимнов не имеет прямого соотнесения ни с Шивой, ни с понятием «лингам». Чёткой исторической взаимосвязи между стамбхами и Лингамом установить здесь невозможно. В противоречие с этой идеей входит и традиционная иконография Лингама, указывающая на явный фаллический контекст. Гипотеза, согласно которой лингамолатрия восходит к почитанию стамбх, может быть определена как довольно поздняя lingamodicea, в её формулировании можно также проследить конфессиоцентричность и нормативность подхода авторов.
Факт фалличности Лингама был актуализирован в публичной сфере на Западе после того, как британским протестантским миссионером Уильямом Вардом (en: William Ward (missionary), в его книге «A View of the History, Literature, and Mythology of the Hindoos», вышедшей в 1815 году в Лондоне, был подвергнут жёсткой критике ритуал почитания Лингама — Вард назвал ритуал «…последней стадией деградации, до которой может опуститься природа человеческая…» и заявил, что «…его символика слишком груба даже тогда, когда её пытаются облагородить для взгляда общественности». И хотя буквально через 10 лет, в 1825 году, Горас Вильсон в своей книге опроверг эту точку зрения, книга Варда ещё долгие годы пользовалась авторитетом в викторианской Британии. Взгляды на Индию и индуизм исследователей того периода были обусловлены колониальным сознанием.

### Религиозный взгляд
В Пуранах («Линга-пурана», «Шива-пурана» и др.), Тантрах, Агамах Лингам является проявленным образом Вечного Непроявленного Пара-Шивы, — Безличностного Брахмана — пребывающим вне времени, пространства, качеств, формы и т. д. Согласно шиваитским Пуранам, именно Лингам является причиной существования материальной Вселенной. Наиболее интересным представляется миф из первой части «Линга-пураны».
Согласно ему, в самом начале творения Брахма и Вишну заспорили, кто из них главный. Этот спор продолжался довольно долго и закончился тем, что перед спорщиками появился бесконечный огненный столб. Не поняв, что это перед ними, они атаковали столб своим оружием. Когда Брахма и Вишну поняли, что не могут нанести никакого вреда этому столбу, они решили найти начало и конец этого столба, и Брахма отправился искать верхний его конец, а Вишну (в образе Варахи) — нижний. Не найдя начала и конца, они снова встретились, и в этот момент из столба-Лингама к ним вышел Шива, который и объяснил Брахме и Вишну их реальное положение в этой Вселенной. А за то, что они атаковали столб, Шива обязал Брахму и Вишну в течение длительного времени совершать почитание Линга-мурти.
И лишь в одной из редакций "Деви-бхагавата-пураны" есть легенда, связывающая начало почитания Линги и жертвоприношение Дакши. Согласно ей, после того, как Шива в образе Вирабхадры оторвал голову Дакше и разрушил жертвоприношение, боги в ужасе начали молить Шиву об умиротворении. Однако их мольбы не помогали, и они обратились с молитвами к Деви. Богиня услышала их мольбы и посоветовала им почитать жертвенный столб — юпа-стамбха (yupa-stambha) — как самого Шиву, обещая в результате такого почитания милость Шивы, его снисхождение. Боги прислушались к совету Деви и через некоторое время Шива смилостивился и успокоился.

### Символика Линги
Как и в случае многих религиозных символов, смысловое оформление Лингама осуществляется как на первичном уровне конкретного образа (слияние мужского и женского начал — Линги и Йони), так и на более глубоком, рефлексивном. Линга-мурти оказывается суммой философских и метафизических представлений. Согласно текстам шиваитских упанишад, пуран (как маха-пуран, так и упа-пуран) и тантр Линга-мурти, с одной стороны, символизирует слияние мужского и женского начал; с другой — тройственную структуру этого мира, Трилоку; с третьей — это Тримурти (основание — Брахма, питха — Вишну, линга — Шива). В своей книге «Господь Шива и Его почитание» Свами Шивананда описывая Шиву, фактически всего двумя предложениями описал основную символику Линга-йони-мурти:

Господь Шива есть чистое, неизменное, лишённое атрибутов, всепроникающее трансцендентное сознание. Он — недействующий (нишкрия) Пуруша. Пракрити танцует на Его груди и осуществляет процессы творения, сохранения и разрушения.

Именно на этой аксиоме и строится в тантрических шиваизме и шактизме следующее восприятие Линга-Йони-мурти:
- Лингам: Шива, Парабрахман, Пуруша, непроявленное, мужчина, статическое;
- Йони: Деви, Махашакти, Пракрити, проявленное, женщина, динамическое.

Хотя справедливо утверждение, согласно которому не следует путать описываемый символ с китайским символом инь—ян, поскольку это два различных символа, рождённых в отличных друг от друга религиозных и философских традициях. И тем не менее можно легко определить сущностное сходство концептов Йони-Лингама и инь—ян, как впрочем и многих других образов, рождённых религиозными традициями мира и воплощающих по сути дела те же религиозно-философские интуиции.

## Этимология
Санскритский термин санскр. लिङ्गं IAST: liṅgaṃ имеет множество значений, которые часто зависят от контекста самого произведения, в котором употребляется этот термин. Вот лишь некоторые из них: знак; эмблема; символ, метка; симптом; пол (мужской); фаллос; пятно; образ; доказательство; эффект, результат.

## История
Точное время, когда на территории Индии начали почитать Лингам как образ Шивы, установить практически невозможно. Однако Клаус Клостермайер, основываясь на данных раскопок в деревне Гудималам (см. en:Gudimallam), в штате Андхра-Прадеш, проводимых в первой половине 70-х годов прошлого века, высказывает мнение, что почитание Лингама было распространено уже в первой половине I тысячелетия до н. э.. Эта датировка вполне соотносится и с упоминаниями в ранних текстах самого шиваизма — так, в «Панчартха-бхашье» (комментарий к «Пашупати-сутрам» Лакулиши) говорится о необходимости почитания Лингама и даются рекомендации.
Однако можно с уверенностью говорить о том, что сам культ почитания Линги в той или иной его форме существовал уже во времена Ригведы (о чём свидетельствует 5-й стих 21-го гимна 7-й мандалы) или даже гораздо раньше и был хорошо известен её авторам:
na yātava indra jūjuvurno na vandanā shaviṣṭha vedyAbhiḥ .
sa shardhadaryo viṣuṅasya jantormā shishnadevāpi gurṛtaṃ naḥ.Риг-веда (РВ VII.21.5)
Нас не преследует ни нечистая сила, о Индра, ни ванданы с их обманами, о сильнейший.
Он пусть торжествует над врагом из изменчивого рода! Пусть членопоклонники не просочатся в наш обряд!
В примечании к стиху Т. Я. Елизаренкова выделяет слово «членопоклонники» (санскр.: शिश्नदेव — IAST: śiśnadeva) — как представителей неарийских племён, поклонявшихся фаллосу.
Есть вероятность, что и среди самих древних ариев существовали иные, не «ведийские культы» и что были среди них и почитатели shishna-линги как оберега — как это было в приапических культах в Древней Греции и Риме или как это существует в современных странах Дальнего Востока (Япония, Китай, Таиланд, Вьетнам и Камбоджа) или в Бутане. Кроме того в современном шиваизме слово IAST: shishnadeva является устойчивым эпитетом Шивы и неоднократно встречается в ритуальной литературе шиваизма — как в небольших гимнах, так и в сахасранамах.Фаллический культ осуждается в Риг-веде и был отождествлён с ведийским Рудрой гораздо позже.
Историком кандидатом исторических наук А. А. Семененко,  предложена новая реконструкция истории почитания Лингама и Йони в Южной Азии. Культ Йони (Йони — это «лоно», культ лона) был характерен для самих индоариев времени составления Ригведы и Атхарваведы.
В Ригведе слово «йони» встречается 155 раз, при этом распределено по всему тексту достаточно равномерно. Синонимичное слово для обозначения женского лона «упастха» встречается в Ригведе 64 раза и тоже распределено равномерно по всему тексту памятника. Таким образом в общей сложности женское лоно упоминается в Ригведе почти 220 раз. В Атхарваведе термин «йони» употребляется 99 раз, а термин «упастха» — 15 раз. И оба термина тоже распределены по тексту Атхарваведы достаточно равномерно. Анализ упоминаний женского лона (Йони, упастха) в Ригведе говорит о том, что для ригведийцев был характерен глубоко развитый культ Божественной Матери и Лона Богини-Матери.
Формами этого культа с непосредственным поклонением женскому лону являются второстепенные культы аспектов Богини-Матери — Адити, Дхишаны, Речи, Ушас и Ночи, Сурьи (женского рода), Пришни, Неба (женского рода) и Земли, Вод-матерей и Рек-матерей, Гор-матерей и Деревьев-матерей, Поля и Борозды (как форм Матери-Земли), а также многим другим Дэви. 
Таким образом, одним из главных культов Ригведы был характерный для типично земледельческих обществ Древнего Востока культ Богини-Матери и Её проявлений. Этот культ был более важным, чем культ Бога-Отца, поскольку поклонение главному символу Бога-Отца — Лингаму — ещё только зарождается как почитание Светового Лингама (Джйотир-Лингама) в форме главного ригведийского бога Агни в его аспекте Рудры, находящегося на лоне-йони алтаря жертвоприношения (алтарь из земли — форма Лона Матери-Земли, из которого рождается сын-огонь).
Агни при этом описывается в Ригведе и как форма Богини-Матери, и как форма Бога-Отца, то есть синтезирует в себе женское и мужское начала Божественного. Описываемые Ригведой ритуалы жертвоприношения в огонь-Лингам (перед жертвенным столбом-Лингамом) и выжимания священного напитка в деревянном сосуде-лоне, земледелие (как осеменение лона Матери-Земли), скотоводство, сбор плодов и изготовление деревянных изделий (особенно сосудов, именуемых в Ригведе «деревянным лоном») — это формы культа Божественного Отца и Божественной Матери. Сам термин «лингам» ни в Ригведе, ни в Атхарваведе ещё не употребляется.
Далее прослеживается развитие культов Бога-Отца и Богини-Матери в период созданной после Ригведы Атхарваведы. По реконструкции — индоарии эпохи Атхарваведы, представляли себе мироздание как совокупность вложенных одно в другое и иерархически соподчинённых от наиболее одухотворённых до наиболее овеществлённых Лон Божественной Матери. В то же время в Атхарваведе фиксируется дальнейшее развитие культа Лингама. А именно в этом тексте описываются подробнее уже упоминающиеся в Ригведе Золотой Прут (Хираньяветас), Золотой (Хираньягарбха) и Первый Зародыш и Скамбха (Столб). Атхарваведа описывает Высшее Божество (Брахман) как Золотой Прут (Хираньяветас) или Скамбху-Столб, то есть фаллос, который извергает из себя в Воды-Матери Золотой Зародыш (Хираньягарбху). Хираньягарбха становится источником для возникновения всего мира.
Таким образом в Атхарваведе по сути описывается лингамический культ Бога-Отца, оплодотворяющего Богиню-Мать. Скамбха в Атхарваведе отдельно отождествляется с Индрой, который также описывается как муж-оплодотворитель Матери-Земли. Аналогичных функций у Рудры-Шивы ещё нет. Также Атхарваведа соотносит Индру со слоном, в том числе и по сексуальной мощи, что в дальнейшем приведёт в формированию представления о слоне как о ездовом животном Индры. К тому же Атхарваведа излагает миф о вошедшем в землю огромном члене (Брихаччхепо), но ещё не называет его Лингамом и приписывает не Шиве-Рудре, а Брахмачарину, то есть Следующему Путём Брахмана. Полностью сформировавшийся в эпоху Атхарваведы культ фаллоса Бога-Отца, оплодотворяющего Лоно Богини-Матери, отражает древнейшую стадию формирования лингамического почитания у индоариев, когда ещё не использовался сам термин «лингам», а атрибут-Лингам ещё не приписывался Рудре-Шиве.
Эти данные позволяют связать культы Богини-Матери и Бога-Отца с археологическими реалиями цивилизации долины Инда III тыс. до н. э. (фигурки Богини-Матери впервые появляются ещё в Мергархе и потом широко распространены в Зрелой Хараппе, найдены каменные кольца-Йони, каменные Лингамы и очаги в форме вырастающего из Йони Лингама (Йонипитха)) и иметь основания для теории, что индоарии были её создателями.
В современном индуизме, в школах шиваизма, шактизма, каумариков, ганапатьев почитание Лингама очень широко распространено. Лингам также почитают в части направлений шраута-индуизма  и в некоторых вайшнавских сампрадаях.

## Типы и внешний вид

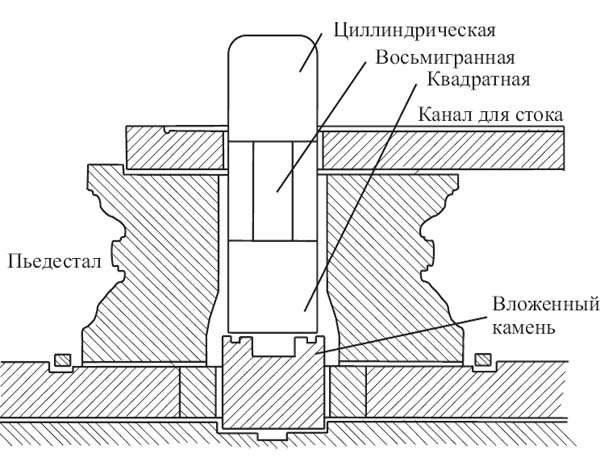
Разрез храмовой Линги из Ангкора

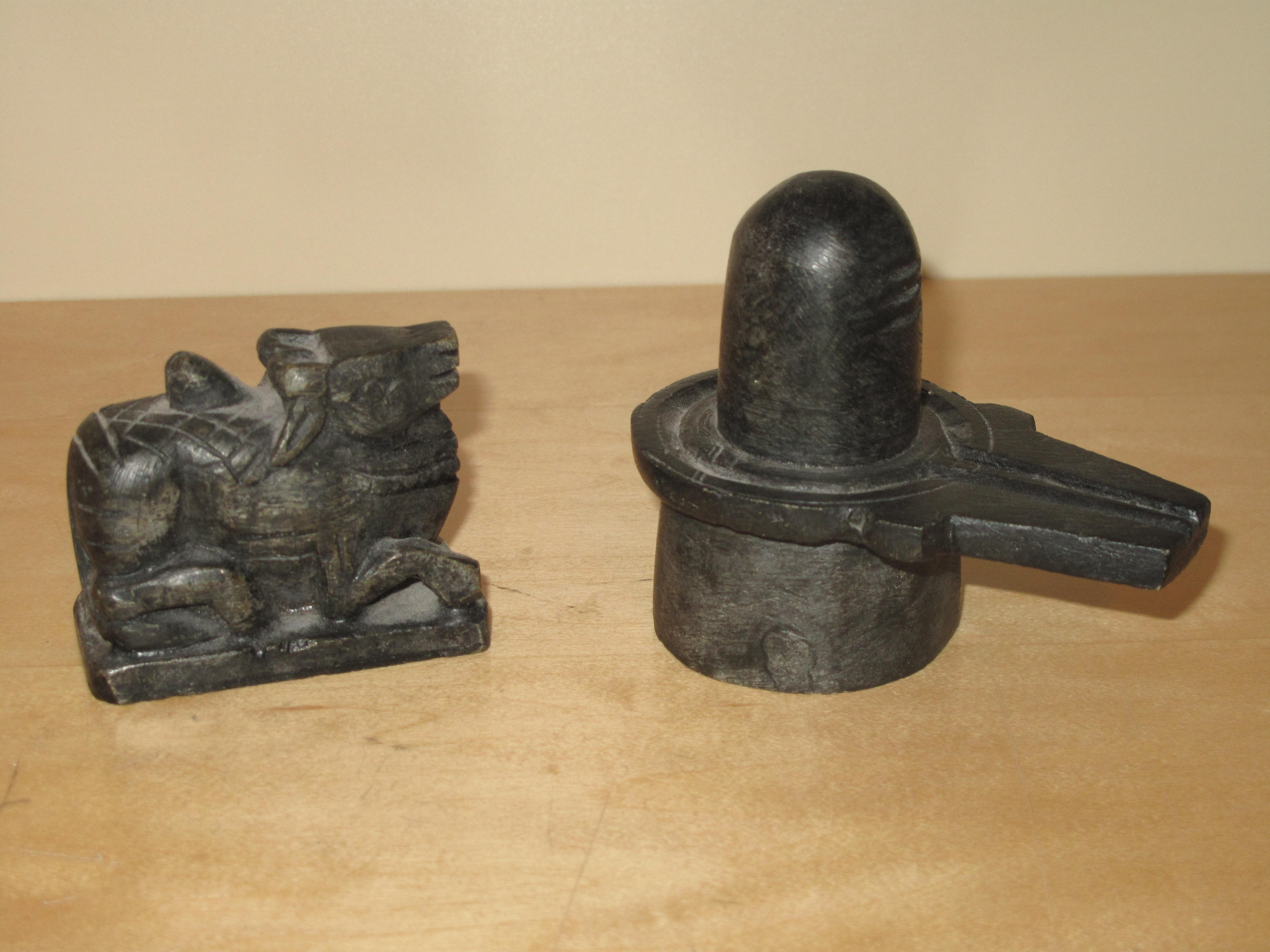
Лингамурти и бык Нандин

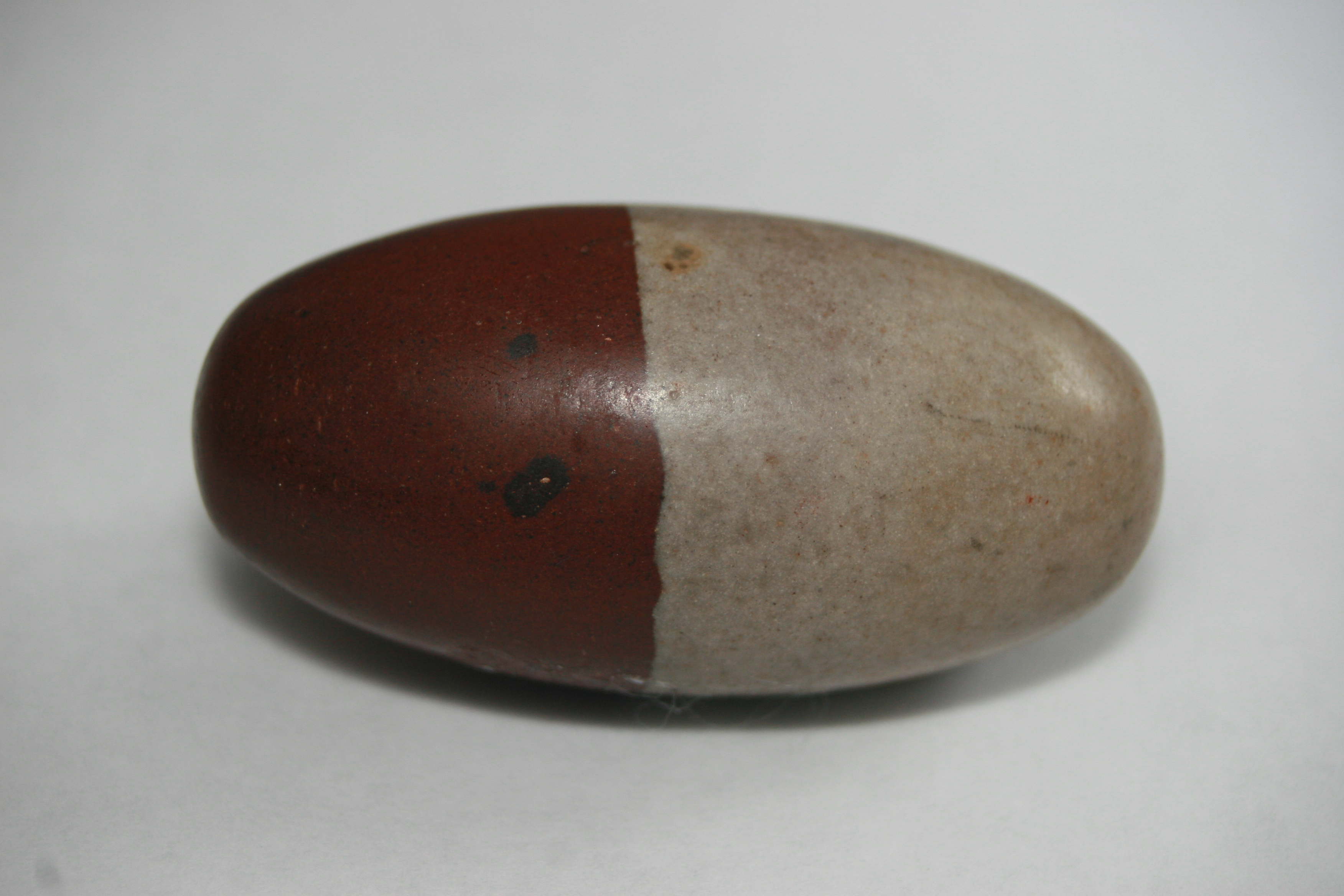
Сваямбху-Лингам

Существует два основных типа Лингамов:
- цилиндрический;
- овальный.

Они отличаются только внешней формой, и в ритуальном применении внешняя форма не имеет никакого значения. Цилиндрический Лингам может иметь внешне различные формы — он может быть: гладким; восьмигранным по большей части своей длины; четырёхгранным в основании, восьмигранным в середине, гладким в верхней части. Есть Панчамукха-Лингам (пятиликий Лингам) — в верхней части изображены четыре лика Шивы-Панчамукхи (Садьйоджата, Вамадева, Татпуруша, Агхора). Пятый лик — Ишана — согласно традиции, не отображается, так как связан с безличностным аспектом Шивы.
Кроме ликов Шивы-Панчамукхи, на Лингах часто изображают сюжет из Пуран, связанный с явлением Шивы Брахме и Вишну из огненного Лингама. Также на подавляющем большинстве Лингамов изображается трипундра и бинду (символ шакти). Трипундра может быть изображена в виде:
а) трёх коротких горизонтальных линий;
б) растянутой по ширине восьмёркой;
в) тремя кругами, опоясывающими всё тело Лингама;
г) тремя перевёрнутыми полумесяцами.
Лингам в храмах Тамилнаду и Юго-Восточной Азии чаще всего представляет собой цилиндр из тщательно отполированного камня с закруглёнными кверху углами, переходящего в середине в восьмигранную часть и книзу — в квадратную. Верхняя, цилиндрическая представляет Шиву, восьмигранная — влагалище или Вишну и квадратная — Брахму. Лингам внизу имеет проставку из цилиндрического камня, который защищает его от основания. Только цилиндрическая часть возвышается над основанием, которое имеет круговое или квадратное углубление, которое в свою очередь переходит в канавку-желобок-ручей, символизирующую вагину.

### Сваямбху-Лингам
В отличие от цилиндрических, которые всегда производятся вручную, овальные бывают как произведённые человеком, так и саморождённые — Сваямбху-Лингам или Бана-Лингам. Внешне простые камни, которые обтачиваются водами рек или морским прибоем. Находка Сваямбху-Лингама считается большой удачей. В Индии Сваямбху-Лингамы находят в основном в реке Нармада. Однако в настоящий момент их количество, и так не очень большое, резко сократилось. Это связывают со строительством в нижнем течении реки гидроэлектростанции. Сваямбху-Лингамы обычно просто устанавливают в специально сделанную для него основу (подставку). В отличие от сделанных вручную Лингамов, на Сваямбху-Лингамы крайне редко наносят какие-либо изображения, за исключением трипундры и бинду: их наносят краской или гравируют на самом камне.
«Сиддханта Шикхара» (Siddhanta-Shikhara) Шрипати (Sripati) утверждает, что Сваямбху-Лингамам, которые были взяты из реки Нармада, уже поклонялись те или иные боги (в основном, Локапалы) и эти Линги содержит отпечаток этого поклонения. Существуют различные виды Сваямбху-Лингамов с различными знаками, характерными для этих богов:
1. знак Скорлупа или Раковина — Вишну;
2. знак Лотоса (Падма) — Брахма;
3. знак Зонтик — Индра;
4. знак Две Головы — Агни;
5. знак Три шага — Яма;
6. знак Булава — Ишана;
7. знак Кувшин с водой (Калаша) — Варуна;
8. знак Флаг — Ваю.

### Материалы
Основными материалами для изготовления Лингама всегда были:
- камни — как обычные природные горные породы, так и драгоценные;
- металлы — цветные (медь, бронза) и драгоценные (золото и серебро);
- дерево — в основном, твёрдых пород;
- стекло и кристаллы;
- парад — сплав ртути и серебра.

Кроме того, в текстах Пуран, Тантр и в других различных религиозных текстах шиваизма существует довольно значительный список веществ, из которых может быть сделан Лингам. Такие Линги обычно именуются либо по названию материала (или материалов), из которых они изготовлены, либо по особенностям или дарам, которые получает почитающий. Многие из них делаются только на один раз (например, Пхала-линга — делается из фруктов) и по окончании ритуала либо съедаются как прасад, либо уничтожаются определённым ритуальным способом.
| Название (кириллица)    | Название (латиница)    | Материалы и награды |
| ----------------------- | ---------------------- | --- |
| Айаса линга             | Ayasa Linga            | делается из витриола или соли серной кислоты (купороса) и освобождает от угроз врагов. |
| Айасканта линга         | Ayaskanta Linga        | делается из магнита и дарует сиддхи. |
| Аштадхаату линга        | Ashtadhaatu Linga      | делается из смеси Ashtadhaatu (восемь святых металлов, то есть, золото, серебро, медь и т. д.) и дарует сарвасиддхи (sarvasiddhi) — все сиддхи. |
| Ашталоуха линга         | Ashtalouha Linga       | делается из восьми металлов и вылечивает один из видов проказы. |
| Бхасма линга            | Bhasma Linga           | делается из пепла и дарует все желаемые заслуги. |
| Вайдурья линга          | Vaidurya Linga         | делается из драгоценного камня, называемого вайдурья (vaidurya) — ляпис, и защищает от наветов врагов. |
| Валука линга            | Valuka Linga           | делается из чистого и мелкого песка, дарует статус видьядхара и Шива-саюджа (Shiva-sayujya) прапти (prapti) (единство с Шивой). |
| Вамсанкура линга        | Vamsankura Linga       | делается из нежных листьев бамбука и дарует здоровое потомство. |
| Гандха линга            | Gandha Linga           | делается из трёх компонентов [в пропорции] — четыре части сандаловой пасты, три части кумкума и две части мускуса. Размер линги определяется количеством и стоимостью ингредиентов, но их соотношение остаётся неизменным. При почитании этой линги каждый благословляется Шивасайуджйамукти — слияние дживатмы в Параматме. Дарует освобождение из колеса сансары. |
| Гарика линга            | Garika Linga           | делается из травы «agrostis linaries» и оберегает преданного от несчастных случаев со смертельным исходом. |
| Госакру линга           | Gosakru Linga          | делается из экскрементов коричневой коровы. Благословляет богатством. |
| Гуда линга              | Guda Linga             | делается из неочищенного пальмового сахара или обычного сахара и дарует счастливую жизнь. |
| Дадхидугдха линга       | Dadhidugdha Linga      | делается из молока и обезвоженного творога и дарует преданному богатство и счастье. |
| Дурвакададжа линга      | Durvakadaja Linga      | см. Гарика линга. |
| Дханья линга            | Dhaanya Linga          | делается из зерна и дарует небывалые урожаи. |
| Дхатри линга            | Dhatri Linga           | делается из горьковато-кислых плодов Phyllanthus emblica (индийский крыжовник) и дарует освобождение. |
| Йавагодхумасалидж линга | Yavagodhumasalij Linga | делается из комбинации зёрен ячменя и почвы от коровьего пастбища, дарует santanaprapti в дополнение к богатству. |
| Камсья линга            | Kamsya Linga           | делается из сплава меди и колокольной бронзы и дарует освобождение души от тела. |
| Карпура линга           | Karpura Linga          | делается из камфоры и дарует освобождение. |
| Лавана линга            | Lavana Linga           | делается из соли, смешанной с порошками Hartal и Trikatukala. Дарует преданному Вашикаранашакти (Vasikaranasakti) — силу очарования. |
| Моуктика линга          | Mouktika Linga         | делается из пепла сожжённого жемчуга и дарует различные благоприятности и благосостояние. |
| Наванита линга          | Navanita Linga         | делается из масла и дарует известность и богатство. |
| Парада линга            | Paarada Linga          | делается из ртути серебра и дарует бесценные богатства. |
| Питтала линга           | Pittala Linga          | см. Камсья линга. |
| Пиштака линга           | Pishtaka Linga         | делается из рисовой муки и дарует преданному знания. |
| Пушпа линга             | Pushpa Linga           | делается из различных видов свежих, ароматных, разноцветных цветов. Дарует преданному царский статус и земли. |
| Пхала линга             | Phala Linga            | делается из фруктов (плодов) и дарует владельцу сада хорошие урожаи. |
| Раджата линга           | Rajata Linga           | делается из серебра и дарует благосостояние. |
| Сита линга              | Sita Linga             | см. Гуда линга. |
| Ситакханда линга        | Sitakhanda Linga       | делается из сахарных сладостей и одаривает преданного здоровьем и освобождением от всех болезней. |
| Спхатика линга          | Sphatika Linga         | делается из кристалла и дарует выполнение всех желаний. |
| Суварна линга           | Suvarna Linga          | делается из золота и дарует мокшу — избавление души. |
| Тилаписта линга         | Tilapista Linga        | делается с пастой семян гингили. Исполняет все желания преданного. |
| Трапу линга             | Trapu Linga            | делается из металла tagara и, при систематической пудже, даёт защиту от врагов. |
| Шеша линга              | Sheesha Linga          | делается из свинца и делает преданного неуязвимым для противника. |

## Ритуал

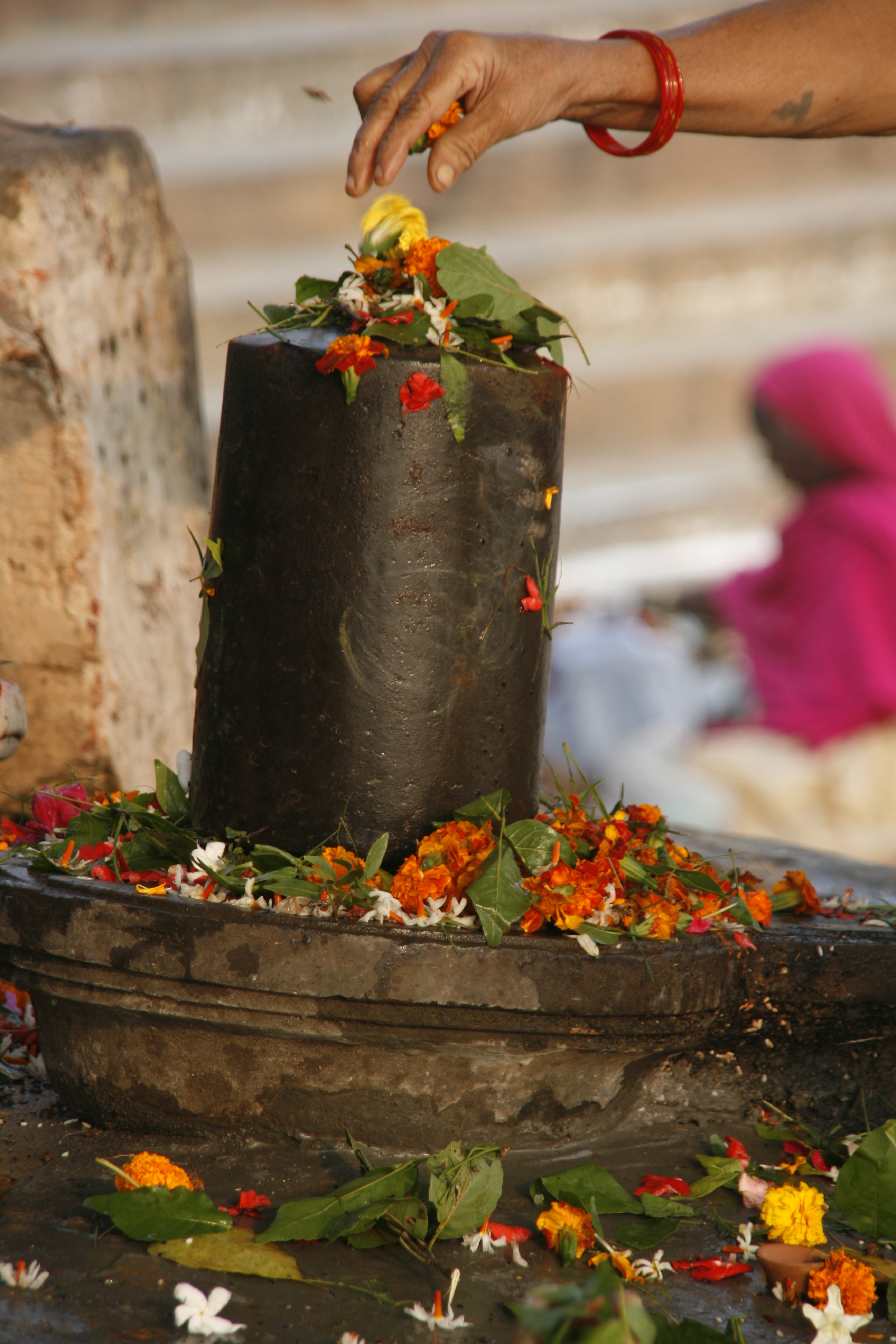
Традиционное предложение цветов лингаму в Варанаси

Ритуал Линга-пуджи — Линга-абхишека — имеется во всех шиваитских сампрадаях — они могут отличаться конкретными текстами, читаемыми во время самой пуджи, но все они сводятся к одному — Лингам есть Шива. Также обязательным действием во всех сампрадаях во время пуджи является двукратное омовение Лингама водой (в начале и в конце пуджи), предложением ему огня (светильник с топлёным маслом — гхи), воды, цветов (хотя бы одного цветка или нескольких цветочных лепестков), благовоний, найведьи (фрукты). Также могут быть предложены молочные продукты, свежевыжатые соки, камфора (зажжённый светильник с камфорным маслом или зажжённые кристаллы) и многое другое — полный суммарный список наименований может включать в себя более 60 пунктов. Во время подношения элементов пуджи читаются или специализированные мантры (часто — свои для каждого отдельного элемента) или определённые ритуальные тексты — так, допускается читать Шива-сахасранаму (если проводящий пуджу не владеет правильным чтением санскрита, разрешается читать на родном языке). Перед проведением ритуала и по его завершении желательно прочитать один круг (108 раз) Панчакшара-мантры или Махамритьюмджая-мантры.
Хотя считается, что Линга-пуджу может проводить любой человек, если у него есть желание, было бы желательно предварительно получить посвящение (упа-пуджа-дикша) или хотя бы благословение на ритуал от члена сампрадайи.
Шива-пурана (Видьешвара самхита, глава 21) напрямую указывает на необходимость почитания Линга-мурти в Кали-югу:

В век Кали почитание Лингама — наипревосходнейшее среди всех (прочих форм поклонения), что мы видим в мире, и не что-либо иное. Таково общее заключение всех священных текстов и религиозных авторитетов. В четырёх Ведах ничто иное не упоминается настолько святым, как почитание Лингама. Таково заключение всех священных установлений. Все же прочие обряды вообще могут быть оставлены (если почитается Шивалингам). Действительно знающий человек должен служить лишь Лингаму с огромной преданностью. Если почитается Лингам, то и вся Вселенная, состоящая из подвижного и неподвижного, тоже почитается. Нет других (более лёгких) способов спасения людей, вверженных в пучину океана мирского существования. Люди в мире ослеплены неведением. Их умы поражены мирскими желаниями. Кроме почитания Лингама нет иного способа (переплыть (сансару)). Хари (Вишну), Брахма и другие дэвы, риши, якши, ракшасы, гандхарвы, чарраны, сиддхи, дайтьи, данавы, Шеша и другие наги, Гаруда и прочие птицы, все Ману, Праджапати (Создатель, Праотец), киннары, люди и другие существа, если почитают Лингам, с великой преданностью, то обретают все блага и исполнение всех желаний, какие только коренятся в их сердцах.

### Линга и Алтарь
Многие современные авторы книг по джйотишу пишут о том, что расположение Лингама и алтаря обязательно должно соотноситься с личным гороскопом почитающего. Однако это не совсем правильно — подобное расположение верно лишь в том случае, когда почитающий стремится добиться в первую очередь материальных благ. Если же садхака стремится именно к мокше, то, согласно текстам некоторых из шайва-агам, алтарь и, соответственно, Линга должны находиться на северном или северо-восточном направлениях — таким образом, садхака должен находиться на юге или юго-западе. Лингам всегда располагается по центру алтаря выступающей частью Йони — питхикой (санскр. पीठिका IAST: pīṭhikā) — к садхаку. Иногда допускается ориентирование питхики на запад или восток.
Одной из причин такого расположения Лингама указывают крайнюю древность ритуала почитания — что во времена Риг-веды почитание Рудры-Шивы всегда проводилось отдельно от остальных богов и в северной стороне.

## Трилинга
Трилинга (त्रिलिङ्गं triliṅga), или Трайолинга, — три Линги. Согласно тантрическим трактатам шиваизма и шактизма (Шат-чакра-нирупана, Шива Самхита и другие), в теле человека находятся три Линги (снизу вверх):
1. Свайамбху-Лингам пребывает в Муладхара-чакре и обвит змеёй Кундалини;
2. Бана-Лингам пребывает в Анахата-чакре;
3. Итара-Лингам пребывает в Аджна-чакре.

## Линга-мудра
Линга-мудра — одна из мудр йогической и ритуальной практик (в ритуале часто применяется во время выполнения Шива-манаса-пуджи). Существует две формы этой мудры:
1. Ладони соединены, пальцы переплетены. Большой палец (обычно) правой руки выпрямлен; указательный и большой пальцы левой руки охватывают большой палец правой.
2. Правая ладонь собрана в кулак с отставленным вверх большим пальцем. Основание кулака покоится на раскрытой левой ладони.

Также есть Линга-Йони-мудра. Существует несколько её форм, которые зависят от той или иной тантрической школы.

### Научная
на русском языке
- Булич С. К. Линга, лингам // Энциклопедический словарь Брокгауза и Ефрона : в 86 т. (82 т. и 4 доп.). — СПб., 1890—1907.
- Булич С. К. Шива-линга // Энциклопедический словарь Брокгауза и Ефрона : в 86 т. (82 т. и 4 доп.). — СПб., 1890—1907.
- Лингам // Мифы народов мира : Энцикл. в 2 т. / гл. ред. С. А. Токарев. — 2-е изд. — М. : Советская энциклопедия, 1988. — Т. 2 : К—Я. — 719 с.
- Линга : [арх. 4 января 2023] / Пахомов С. В. // Лас-Тунас — Ломонос. — М. : Большая российская энциклопедия, 2010. — С. 489. — (Большая российская энциклопедия : [в 35 т.] / гл. ред. Ю. С. Осипов ; 2004—2017, т. 17). — ISBN 978-5-85270-350-7.

на других языках
- Eshwar Gopal. Shiva Panchayathana Poodja. Pradosham temple, Chennai, India. 2007
- Harding, Elizabeth U. (1998). «God, the Father». Kali: The Black Goddess of Dakshineswar. Motilal Banarsidass
- Jansen, Eva Rudy (2003) [1993]. The book of Hindu imagery: gods, manifestations and their meaning. Binkey Kok Publications. pp. 46, 119. ISBN 90-74597-07-6.

### Религиозная
- Sabhāpati Mudaliyār, Sadāṣiva Mudaliyār A Catechism of the Shaiva Religion. Printed by Gantz BROTHERS, Adelphi Press, 175, Mount road, Madras, India. 1863
- Sivaya Subramuniyaswami. Dancing with Siva ISBN 0-945497-97-0; Living with Siva ISBN 0-945497-98-9; Merging with Siva ISBN 0-945497-95-4
- Swami Sivananda Lord Siva and His Worship. Published by Yoga-Vedanta forest academy, Divine life society, 1962.
- The Puranas. A compact the Major 18 Purana. Compiled by the Dharmic Scriptures Team, 2002
- Vetan Mani Puranic Encyclopaedia. New Delhi: Motilal Banarsidass, 1975
- Каула-тантра-санграха. Антология текстов индуистской тантры. / Пер. с санскрита С. С. Фёдорова, С. В. Лобанова. Москва, издательство «Старлайт», 2009 ISBN 5-901875-41-9
- Краткое почитание Ватука-Бхайравы (по материалам «Рудраямала Тантры»). Составители: Арйадева (О. Н. Ерченков), Ветала.
- Упанишады веданты, шиваизма и шактизма. Антология избранных упанишад. Перевод с санскрита, предисловие и комментарии С. В. Лобанова и С.Фёдорова. — М.:"Старлайт", 2009 ISBN 978-5-9633-0033-6